# シャワー通

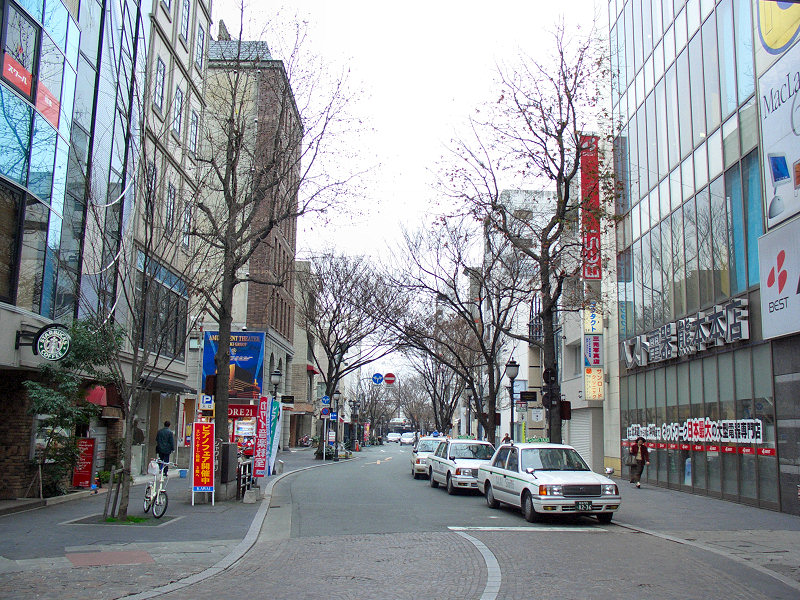
シャワー通り入口1

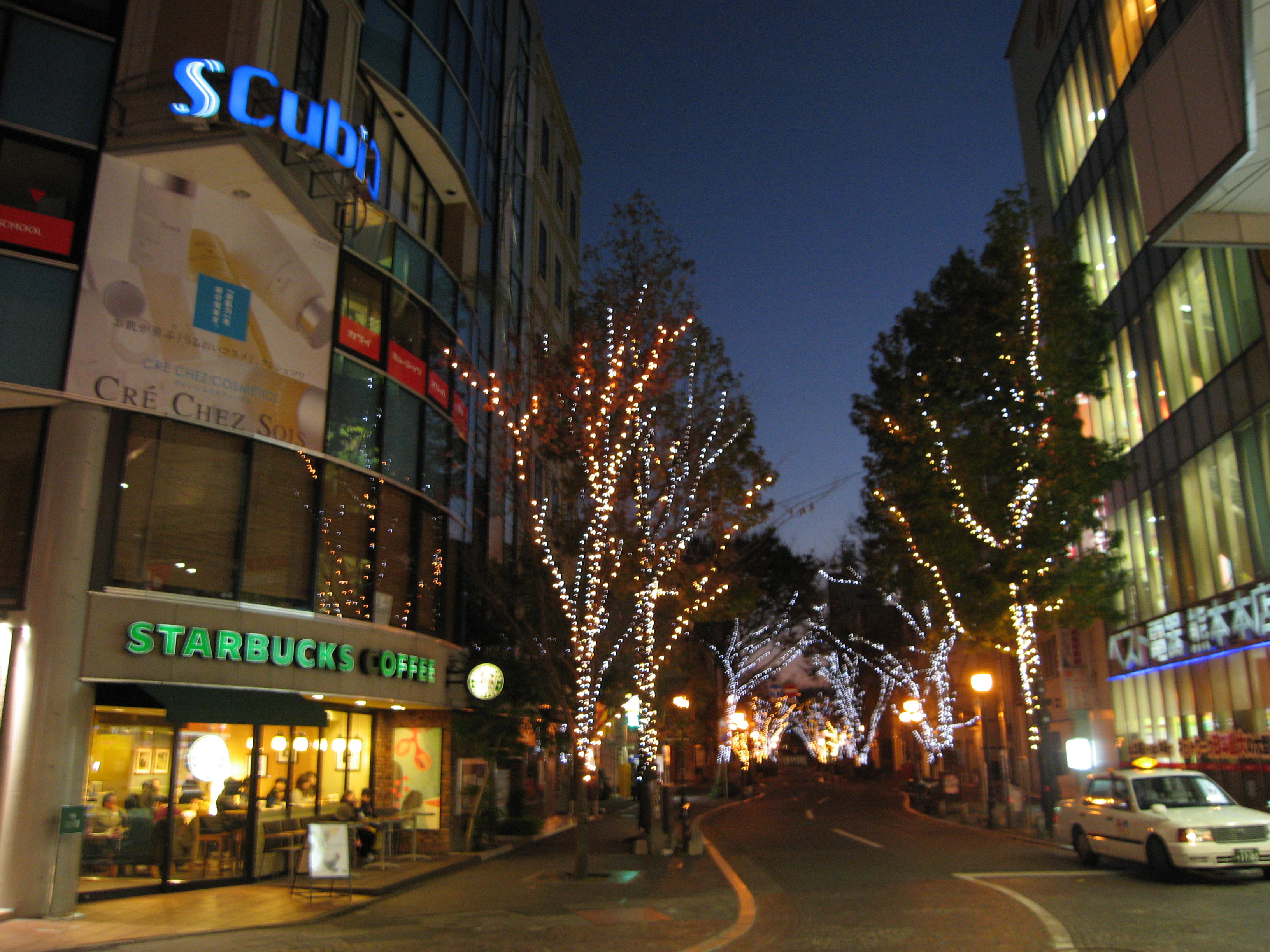
シャワー通り入口2

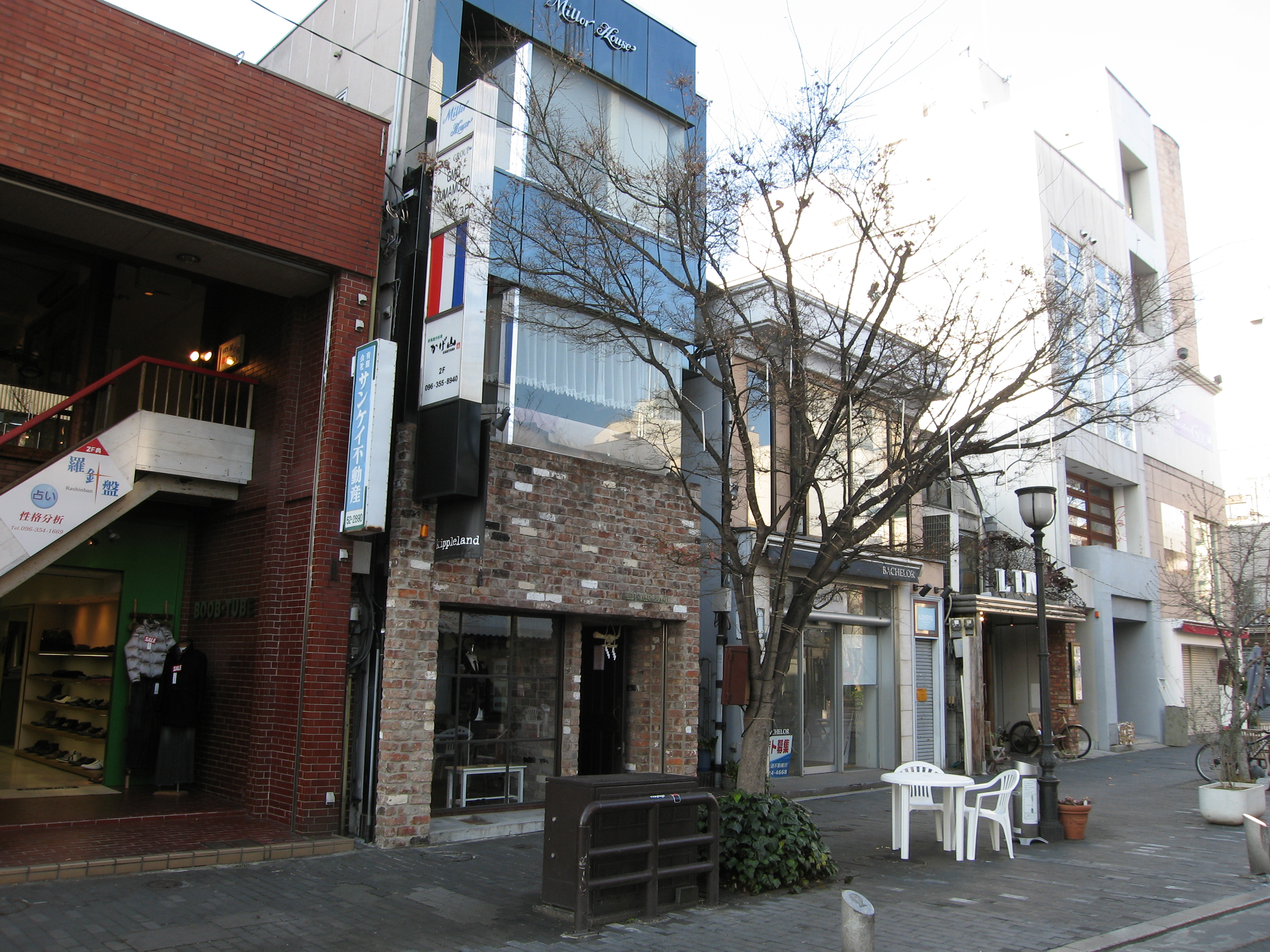
シャワー通りの中間付近

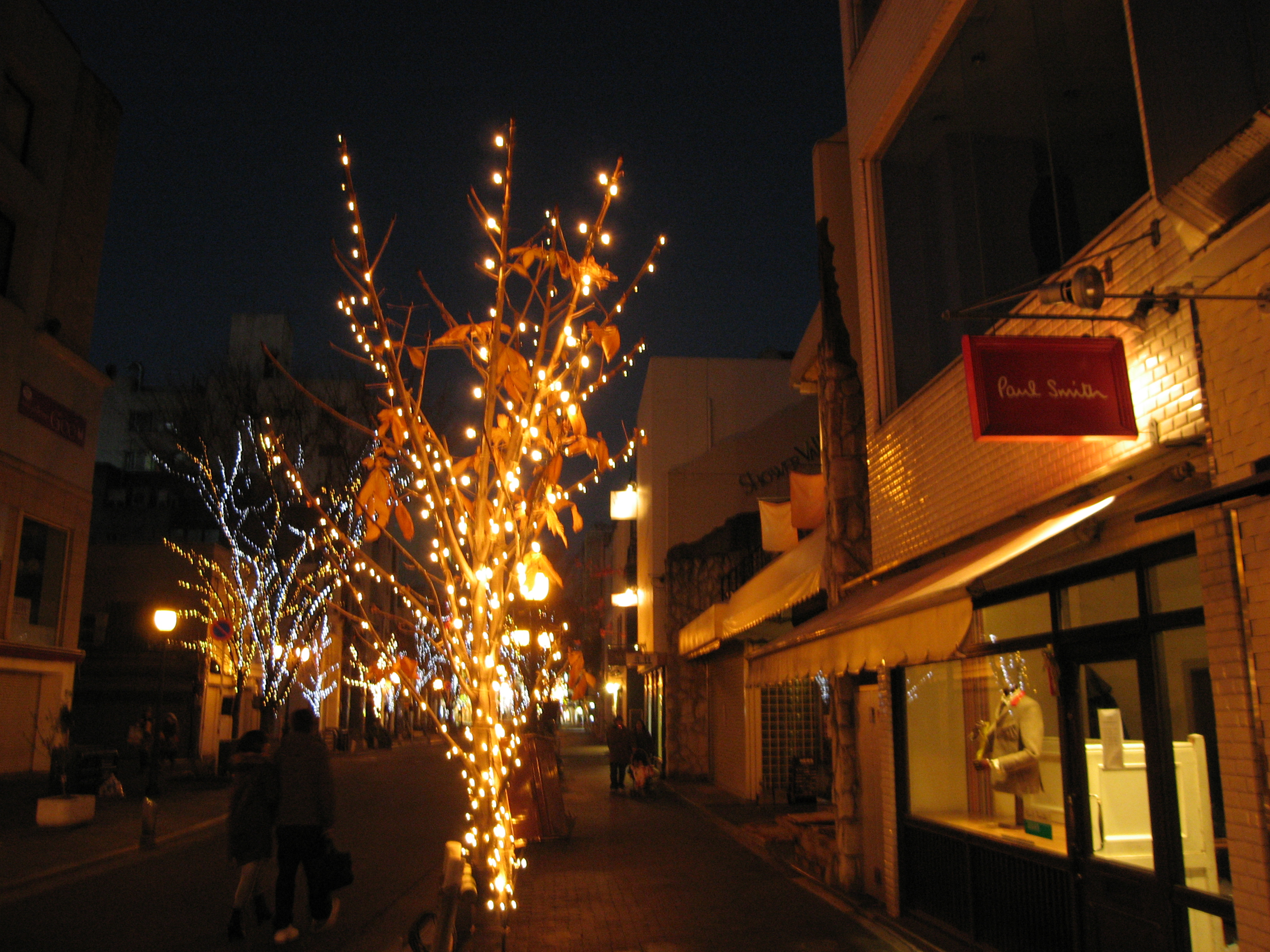
ポール・スミス付近

シャワー通（シャワーどおり）は、熊本県熊本市中央区の商店街である。市の中心で市内最大の繁華街である「下通」（しもとおり）から南に伸びている。「シャワー」の名は、アーケードがなく、陽光や雨が降り注ぐことに由来する。衣料品店が多い。

## 店舗
- 熊本新市街郵便局
- ポール・スミス
- PERMANENT MODERN（セレクトショップ）
- acoustics（セレクトショップ）
- BlazeNadi（セレクトショップ）
- a.STUDIO（セレクトショップ）
- LINEA（セレクトショップ）
- Signs（セレクトショップ）
- 北村時計店（時計・宝石）
- 斉藤時計店（時計・宝石）
- LUPICIA KUMAMOTO
- LUPICIA TEA SALON（紅茶専門店）
- Her Tea（紅茶専門店）
- スターバックス・コーヒー
- Repous Pastis（オープンカフェ）
- イルバールモリコーネ（イタリアンスタイルカフェ）
- ヴァンテアン（カフェ）
- びすとろルポ（イタリア料理）
- Cafe de Vingt et un（カフェ）
- 大金豚（ラーメン）
- グラサヴォーグ（ボディケア）
- ANTIQUE ROSE（プリザーブドフラワー専門店・教室）
- ベスト電器（電器店）